# ترولر
ترولر (انگلیسی: Troller) شرکت خودروسازی برزیلی است، که در سال ۱۹۹۵ تأسیس شد.